# Ей Джей Епплгейт
Ей Джей Е́пплгейт (англ. A.J. Applegate, справжнє ім'я Даніе́лль Ко́рін (англ. Danielle Corin); нар. 23 вересня 1989 року) — американська порноакторка.

## Раннє життя
Народилася в Массапікві (штат Нью-Йорк, США), а дитинство провела в Коннектикуті Працювала танцюристкою та чирлідеркою.

## Порноіндустрія
У 19 років Епплгейт стала стриптизеркою в клубі Gold Club (Гартфорд, Коннектикут). Пізніше була фетиш-моделлю, вчителькою танців і знімалася оголеною.
У 2012 році потрапила в порноіндустрію під псевдонімом Кейлі Еванс. Пізніше вирішила змінити ім'я, оскільки Кейлі та Еванс часто використовуються в іменах порноакторок. Прізвище Епплгейт вона взяла, бо часто чула, що схожа на акторку Крістіну Епплгейт.
У 2013 році у фільмі Let's Try Anal студії Mofos вона вперше знялася в сцені анального сексу.
Планує залишатися в порноіндустрії так довго, як тільки зможе, і в кінці отримати «статус MILF». Вона сподівається, що зможе стати режисеркою і заснувати власну студію. На 2018 рік знялася в 500 порнофільмах.

## Особисте життя
У 2013 році Епплгейт відвідувала заняття, щоб отримати сертифікат персональної тренерки. У 2014 році вона отримала сертифікат по Зумбі.
Зустрічалася з порноактором Біллом Бейлі. 4 березня 2019 року він загинув, випавши з вікна четвертого поверху готелю в Мехіко.
8 грудня 2019 року народила сина.
Себе ідентифікує як бісексуалка.

## Нагороди та номінації
| Рік  | Премія         | Результат | Категорія | Фільм                            |
| ---- | -------------- | --------- | --- | -------------------------------- |
| 2014 | XCritic Awards | Перемога  | Найкраща нова старлетка |                                  |
| 2014 | AVN Award      | Номінація | Найкраща нова старлетка | Н/Д                              |
| 2014 | AVN Award      | Номінація | Найкраща сцена, знята від першої особи (з Тімом Вон Свайном)                                                                                      | Elastic Assholes 11              |
| 2014 | XBIZ Awards    | Номінація | Найкраща нова старлетка | Н/Д                              |
| 2014 | XRCO Awards    | Перемога  | Нова старлетка |                                  |
| 2015 | AVN Award      | Номінація | Найкраща сцена хлопець/дівчина (з Брюсом Вентурою)                                                                                                | Silhouette                       |
| 2015 | AVN Award      | Номінація | Найкраща сцена подвійного проникнення (з Тоні Рібасом і Рамоном Номаром)                                                                          | Internal Damnation 7             |
| 2015 | AVN Award      | Перемога  | Найкраща сцена групового сексу (з Джоном Стронгом, Еріком Еверхардом, Містером Пітом, Міком Блу, Рамоном Номаром, Джеймсом Діном і Джоном Джоном) | Gangbang Me                      |
| 2015 | AVN Award      | Номінація | Найкраща сцена мастурбації/стриптизу | Gangbang Me                      |
| 2015 | AVN Award      | Номінація | Виконавиця року | Н/Д                              |
| 2015 | XBIZ Awards    | Перемога  | Найкраща сцена — Feature Movie (з Містером Пітом)                                                                                                 | Shades of Scarlet                |
| 2015 | XBIZ Awards    | Номінація | Найкраща сцена — тільки дівчата (з Картер Круз)                                                                                                   | Fucking Girls 8                  |
| 2015 | XRCO Awards    | Номінація | Виконавиця року |                                  |
| 2015 | XRCO Awards    | Номінація | Orgasmic Analist |                                  |
| 2016 | AVN Awards     | Номінація | Найкраща сцена групового лесбійського сексу (з Аідрою Фокс і Кенною Джеймс)                                                                       | Girls Kissing Girls 17           |
| 2016 | AVN Awards     | Номінація | Найкраща сцена тріолізму — Ч/Ч/Ж (з Містером Пітом і Алексою Джонс)                                                                               | Sexaholics                       |
| 2016 | AVN Awards     | Номінація | Виконавиця року | Н/Д                              |
| 2018 | AVN Award      | Номінація | Найкраща акторка другого плану | Adventures with the Baumgartners |